# Laura Tătulescu
Laura Tătulescu (* 1981 in Bridgeport, Connecticut) ist eine rumänisch-amerikanische Opernsängerin (Sopran).

## Leben
Sie studierte Geige und Gesang an der Nationalen Musikuniversität Bukarest. Sie gewann zahlreiche Preise bei unterschiedlichen Gesangswettbewerben und gab im Juni 2004 an der Opera Națională București ihr Rollendebüt als Marguerite in Faust.
In den Jahren 2005 bis 2008 absolvierte Laura Tătulescu zahlreiche Auftritte in Opern-, Oratorien und Konzertveranstaltungen und kann auf eine Reihe von Aufnahmen verweisen. 2005/2006 war die Künstlerin Stipendiatin der WAZ-Mediengruppe.
Am 29. November 2005 stellte sich Laura Tătulescu als Giannetta in L’elisir d’amore dem Publikum der Wiener Staatsoper vor. Sie sang hier seither u. a. Pamina und Papagena in Die Zauberflöte, Barbarina und Susanna in Le nozze di Figaro, Despina in Così fan tutte, Ida in Die Fledermaus, Tebaldo in Don Carlos, Bastienne in Bastien und Bastienne, Xenia in Boris Godunow, Sophie in Werther, Mascha/Chloë in Pique Dame.
2008 debütierte sie an der Los Angeles Opera als Lauretta in Gianni Schicchi, eine Inszenierung in der Regie von Woody Allen und unter der Leitung von James Conlon. Seit der Spielzeit 2009 ist sie an der Bayerischen Staatsoper als Susanna in Le nozze di Figaro und seit 2010 als Marzelline in Fidelio zu hören.